# Distrito Uigur
El distrito Uigur es un distrito en la provincia de Almatý, en Kazajistán.

## Demografía
Alrededor de un 57% de la población del distrito pertenece a la etnia uigur, seguidos de un 40% de kazajos
y apenas un 2% de rusos. Tiene una superficie de 8.700 km² y 63.000 habitantes.